# Állati bénák
Az Állati bénák (Krazy Kripples) a South Park című animációs sorozat 98. része (a 7. évad 2. epizódja). Elsőként 2003. március 26-án sugározták az Egyesült Államokban.
Az epizód szerint a mozgássérült Jimmy Vulmer és Timmy, tévedésből belép egy utcai bűnbandába, miközben Christopher Reeve az őssejtkutatás törvényessé tételéért kampányol. Az Állati bénák a Rolling Stone magazin listáján, melyben a South Park 25 legjobb pillanatát idézik fel, a 25. helyezést érte el. A cselekmény során utalás történik a „Bénák” (Crips) és a „Vérengzők” (Bloods) elnevezésű, ténylegesen létező rivális utcai bandára.
Trey Parker és Matt Stone egy interjúban elárulta, hogy sokáig nem akarták kiparodizálni Christopher Reeve-t, mert nem érezték helyénvalónak a dolgot, így halogatták azt. Az epizód elkészítés előtt azonban semmilyen használható ötletük nem volt és véletlenül látták Larry King műsorát, melyben Reeves szerepelt. Egyáltalán nem tetszett nekik a színész viselkedése (túlságosan önsajnáltatónak vélték), ezért Parkerék az epizód elkészítése mellett döntöttek.

## Cselekmény
|  | Alább a cselekmény részletei következnek! |

Jimmy dühös lesz, amiért a komikus műsora helyett mindenki a városba érkező Christopher Reeve-re kíváncsi. Jimmy megveti Reeve-t, mert vele ellentétben ő nem született rokkantnak, ezért Timmyvel együtt saját klubot alakít, melyet „Bénák” névre keresztel, nem tudva, hogy már létezik egy azonos nevű utcai banda. Végül aztán Jimmy tudomást szerez róla és Timmyvel meglátogatja őket, hogy közéjük álljanak, mivel azt hiszik, hozzájuk hasonlóan ők is rokkantnak születtek. A bandavezér azt mondja nekik, akkor csatlakozhatnak, ha előtte „lezúznak néhány Vérengzőt”, vagyis a rivális banda tagjait. Jimmyék nem értik, ez pontosan mit jelent, de miközben a Vérengzők nevű bandát keresik, véletlenül balesetet okoznak, melyben megölnek tizenhárom rivális bandatagot. Ezt meghallva a Bénák maguk közé fogadják őket és hivatalos taggá avatják a két fiút.
Jimmy szülei aggódni kezdenek fiukért, és nem alaptalanul, mivel egyik éjjel néhány Vérengző autóból tüzet nyit Jimmyék házára. Hogy a további megtorlást elkerülje, Jimmy ravasz tervet eszel ki; a két rivális bandát becsalogatja egy közösségi házba, majd bezárja őket és nagy nehezen eléri, hogy kibéküljenek. Természetesen először mindkét banda ellenségesen fogadja a másikat, de végül közös sportprogramok és játékok során sikerül összebarátkozniuk és békésen elrendezniük a nézeteltéréseiket.
Ezalatt a kerekes székhez kötött Christopher Reeve az őssejtkutatás engedélyezéséért küzd, mely segíthetné abban, hogy ismét egészséges legyen. Halott magzatok testnedveinek a kiszívásával sikerül újból talpra állnia és egyre erősebbé válik, de túl messzire megy és szinte már emberfeletti hatalmat akar magának szerezni. Gene Hackman (aki Superman ellenségét, Lex Luthort alakította), megpróbálja jobb belátásra bírni Reeve-t, aki időközben már egy saját Pusztító Légiót is létrehozott Hackman elpusztítására (tagjai között található Solomon Grundy, Dr. Octopus, David Blaine, Kim Dzsongil, Cheetah, Szaddám Huszein, Black Manta, Doctor Doom, Oszáma bin Láden, Rogert Ebert filmkritikus, valamint Káosz Professzor és Rettenet Tábornok, azaz Butters Stotch és Dougie). Reeve végül alulmarad, amikor Hackman eléri, hogy törvényileg tiltsák be az őssejtkutatást. A hataloméhes Reeve-t büntetésül egy „fantomzóna”-szerű szerkezettel az űrbe száműzik.
Az epizód végén a sorozat négy főszereplője (Eric Cartman, Kyle Broflovski, Stan Marsh és Kenny McCormick) végignézve az eseményeket megjegyzi, hogy örül, amiért mindebből kimaradtak.